# Taboo Tuesday 2005
Taboo Tuesday 2005 is een pay-per-viewevenement in het professioneel worstelen dat geproduceerd werd door World Wrestling Entertainment (WWE). Taboo Tuesday vond plaats op 1 november 2005 in het iPayOne Center in San Diego (Californië). Het was het tweede pay-per-viewevenement dat volgens dit concept werd uitgezonden.
Het concept van Taboo Tuesday hield in dat fans konden stemmen naar aanleiding van bepaalde vragen. Er kon bijvoorbeeld worden gevraagd wie de tegenstander van een bepaalde worstelaar moest zijn of wie de gastscheidsrechter zou zijn. Voorheen gebeurde dit via online stemmen. De uitslagen van de stemmingen werden in principe van tevoren bepaald, maar meestal bleken de antwoorden van de fans sterk overeen te komen met de plannen van de WWE. Daarom werden meestal de echte uitslagen getoond.

## Stemresultaten
| Poll                                                  | Resultaten                                                                                              |
| ----------------------------------------------------- | --- |
| Tegenstanders voor Snitsky & Chris Masters            | Matt Hardy (31%) Rey Mysterio (29%) John "Bradshaw" Layfield (17%) Christian (13%) Hardcore Holly (10%) |
| Eugene & "winnaar poll" vs. Rob Conway & Tyson Tomko  | Jimmy Snuka (42%) Jim Duggan (40%) Kamala (17%)                                                         |
| Gimmick voor Mick Foley vs. Carlito                   | Mankind (52%) Cactus Jack (35%) Dude Love (13%)                                                         |
| Type match voor Batista vs. Jonathan Coachman         | Street Fight (91%) Verbal debate (6%) Arm wrestling match (3%)                                          |
| Outfit voor de Fulfill Your Fantasy Diva Battle Royal | Lingerie (43%) Leather and lace (32%) Cheerleader (25%)                                                 |
| Type match voor Triple H vs. Ric Flair                | Steel Cage Match (83%) Submission Match (13%) Regular Match (4%)                                        |
| Tegenstander voor John Cena & Kurt Angle              | Shawn Michaels (46%) Kane (38%) The Big Show (16%)                                                      |

## Matchen
| Match                                                                                             | Aantekeningen                                                     | Winnaar                     |
| ------------------------------------------------------------------------------------------------- | ----------------------------------------------------------------- | --------------------------- |
| Kerwin White & Matt Striker vs. Shelton Benjamin & Val Venis                                      | Heat match - tag team match                                       | Kerwin White & Matt Striker |
| Chris Masters & Snitsky1 vs. Rey Mysterio & Matt Hardy                                            | Tag team match                                                    | Rey Mysterio & Matt Hardy   |
| Rob Conway & Tyson Tomko vs. Eugene & Jimmy Snuka                                                 | Tag team match                                                    | Eugene & Jimmy Snuka        |
| Carlito vs. Mankind                                                                               | Single match                                                      | Mankind                     |
| Lance Cade & Trevor Murdoch (c) vs. Kane & The Big Show                                           | Tag team match voor de World Tag Team Championship                | Kane & The Big Show (nc)    |
| Batista2 vs. Jonathan Coachman (met Vader en Goldust)                                             | Street Fight Match                                                | Batista                     |
| Trish Stratus (c) vs. Ashley Massaro vs. Mickie James vs. Maria vs. Candice Michelle vs. Victoria | Fulfill Your Fantasy Battle Royal om het WWE Women's Championship | Trish Stratus (c)           |
| Ric Flair (c) vs. Triple H                                                                        | Steel Cage Match voor de WWE Intercontinental Championship        | Ric Flair (c)               |
| John Cena (c) vs. Kurt Angle vs. Shawn Michaels                                                   | Triple Threat Match om het WWE Championship                       | John Cena (c)               |

(c) huidige kampioen voor en na de match | (nc) nieuwe kampioen na de match
1Snitsky verving Edge, die was geblesseerd.

2De match was oorspronkelijk Coachman vs. Stone Cold Steve Austin voordat Austin zich de avond ervoor terugtrok en werd vervangen door Batista.